# Joël Bettin
Joël Bettin (n. 14 decembrie 1966, Melun, Région parisienne, Franța) este un canoist ce a reprezentat Franța, medaliat olimpic. A participat la o ediție a Jocurilor Olimpice (1988) în care a câștigat o medalie de bronz.

## Participări
Lista de mai jos prezintă principalele competiții la care a participat Joël Bettin de-a lungul carierei.
- canoeing at the 1988 Summer Olympics – men's C-2 500 metres[*][1][2]